# ساختمان باشگاه ورزشی خیامیان
ساختمان باشگاه ورزشی خیامیان مربوط به دوره قاجار است و در زاهدان، خیابان امام خمینی واقع شده و این اثر در تاریخ ۲ شهریور ۱۳۷۸ با شمارهٔ ثبت ۲۳۹۷ به‌عنوان یکی از آثار ملی ایران به ثبت رسیده‌است.